# Todo sobre mi madre
 Todo sobre mi madre (lit. ‘Tot sobre la meva mare’) és una pel·lícula espanyola de 1999, dirigida per Pedro Almodóvar i interpretada per Cecilia Roth, Marisa Paredes, Candela Peña, Antonia San Juan i Penélope Cruz.
La trama s'origina a la pel·lícula anterior d'Almodóvar La flor de mi secreto (1995) que mostra estudiants de metges que s'estan entrenant per persuadir els familiars en dol perquè permetin utilitzar òrgans per a trasplantaments, centrant-se en la mare d'un adolescent mort en un accident de trànsit. A Todo sobre mi madre es tracta temes complexos com la sida, l'homosexualitat, la fe i l'existencialisme.

## Argument
Manuela és una mare completament dedicada al seu fill, treballa com una infermera en un hospital de Madrid.
El seu fill escriu un guió titulat Todo sobre mi madre, que reflecteix les seves idees a propòsit del seu pare, que no ha conegut. El dia del seu aniversari, la seva mare el porta a veure l'obra de teatre Un tramvia anomenat desig i, al final de l'obra, intentant aconseguir un autògraf de l'actriu principal, és ferit mortalment per un cotxe.
Manuela marxa a Barcelona per trobar el pare i confessar-li que, quan va marxar feia anys, estava embarassada d'ell. Però la recerca no serà fàcil i mentre el busca, Manuela coneix molta gent.
La capacitat per interpretar, fingir, mentir, transformar-se, improvisar i, per què no, la capacitat per escapar-se... Agrado ven el seu cos com a mercaderia. Manuela construeix un mur amb les ferides que li deixa la pèrdua d'Esteban, el seu fill. Huma Rojo s'equivoca extraviant-se cegament en una relació d'amor-odi amb Nina Cruz. Aquesta última s'escapa de la realitat refugiant-se en l'heroïna que la porta a un infern sense fi. Finalment Lola disfressa la seva ànima tacada per allunyar-se de la seva terra, l'Argentina, i fer lluny els comptes trasbalsadors del seu passat.

## Repartiment
- Cecilia Roth: Manuela
- Marisa Paredes: Huma Rojo
- Candela Peña: Nina
- Antonia San Juan: Agrado
- Penélope Cruz: Germana Maria Rosa Sanz
- Rosa Maria Sardà i Tàmaro: La mare de Rosa
- Fernando Fernán Gómez: El pare de Rosa
- Toni Cantó: Lola
- Eloy Azorín: Esteban
- Fernando Guillén Cuervo: Doctor en Un tramvia anomenat desig
- Pedro Almodóvar: (veu) (no surt als crèdits)
- Cayetana Guillén Cuervo: Mamen (no surt als crèdits)

## Premis i nominacions

### Premis
- 1999. Premi a la millor direcció (Festival de Canes) per Pedro Almodóvar
- 2000. Oscar a la millor pel·lícula de parla no anglesa
- 2000. Globus d'Or a la millor pel·lícula de parla no anglesa
- 2000. BAFTA a la millor pel·lícula de parla no anglesa
- 2000. BAFTA al millor director per Pedro Almodóvar
- 2000. Goya a la millor pel·lícula
- 2000. Goya al millor director per Pedro Almodóvar
- 2000. Goya a la millor actriu per Cecilia Roth
- 2000. Goya a la millor música original per Alberto Iglesias
- 2000. Goya a la millor direcció de producció per Esther García
- 2000. Goya al millor muntatge per José Salcedo
- 2000. Goya al millor so per Miguel Rejas, José Bermúdez i Diego Garrido
- 2000. César a la millor pel·lícula estrangera

### Nominacions
- 1999. Palma d'Or
- 2000. BAFTA al millor guió original per Pedro Almodóvar
- 2000. Goya a la millor actriu secundària per Candela Peña
- 2000. Goya a la millor actriu revelació per Antonia San Juan
- 2000. Goya al millor guió original per Pedro Almodóvar
- 2000. Goya a la millor fotografia per Affonso Beato
- 2000. Goya al millor disseny de vestuari per Bina Daigeler i José María De Cossío
- 2000. Goya al millor maquillatge i perruqueria per Juan Pedro Hernández, Pichu i Jean Jacques
- 2000. Goya a la millor direcció artística per Antxón Gómez

## Producció
Almodóvar recrea l'escena de l'accident de la nit d'obertura de John Cassavetes (1977) com a epicentre del conflicte dramàtic. La pel·lícula es va rodar principalment a Barcelona i projectà la ciutat a tot el món.
La banda sonora inclou "Gorrión" i "Coral para mi pequeño y lejano pueblo", escrita per Dino Saluzzi i interpretada per Saluzzi, Marc Johnson i José Saluzzi, i "Tajabone", escrita i interpretada per Ismaël Lô.
El cartell de la pel·lícula ha estat dissenyat per l'il·lustrador madrileny Óscar Mariné. Aquest pòster va ser dissenyat per personificar la imatge mateixa de bellesa, senzillesa i feminitat. El cartell emfatitza intencionadament el vermell, el blanc i el blau amb traços d'accent negre i un toc de groc.

## Al voltant de la pel·lícula
Todo sobre mi madre  és dedicada: "A Bette Davis, Gena Rowlands, Romy Schneider… A todas las actrices que han hecho de actrices, a todas las mujeres que actúan, a los hombres que actúan y se convierten en mujeres, a todas las personas que quieren ser madres. A mi madre."